# Su-34
Su-34 (planowana nazwa eksportowa samolotu, Su-32; kod NATO „Fullback”) – rosyjski wielozadaniowy bombowiec taktyczny, klasyfikowany również jako samolot myśliwsko-bombowy, zdolny do przenoszenia taktycznej broni jądrowej (termojądrowej). Samolot może także pełnić role rozpoznawcze i szturmowe, bezpośredniego wsparcia lotniczego. Samolot jest zdolny tankować w locie.
Naddźwiękowy dwusilnikowy i dwumiejscowy średniopłat o konstrukcji metalowej z podwójnym usterzeniem pionowym. Podwozie z kołem przednim, chowane w locie.

## Historia

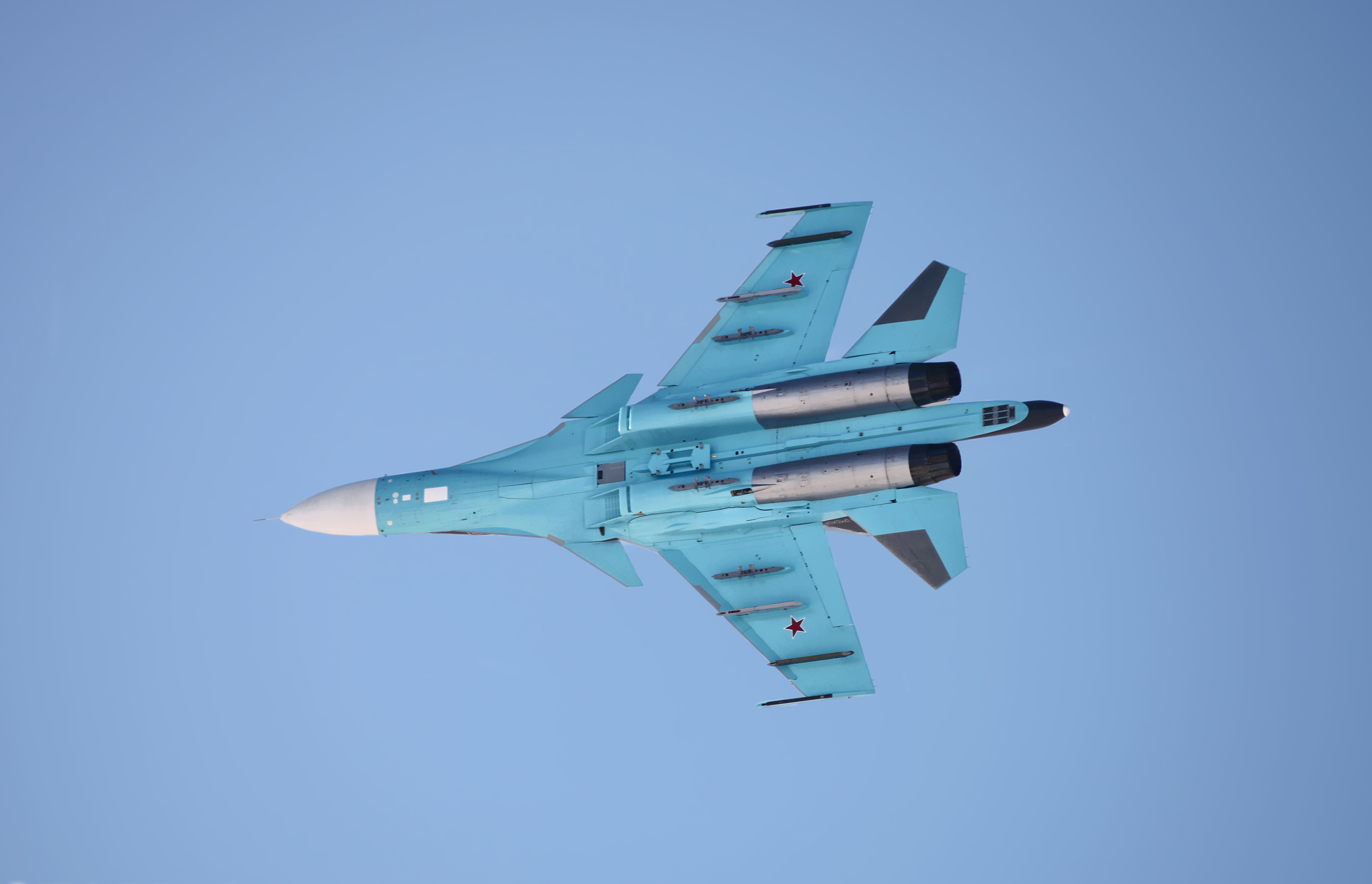
Su-34 malowany jak seria z 2012 r.

Maszynę opracowano jeszcze w Związku Radzieckim na bazie dwumiejscowego myśliwca Su-27. 
Zapotrzebowanie na samolot zostało zgłoszone do biura konstrukcyjnego Suchoja (OKB Suchowo) przez Radę Ministrów ZSRR 19 czerwca 1986. W maju 1988 biuro Suchoj przedstawiło do oceny koncepcję samolotu. Głównym konstruktorem statku powietrznego był Rollan Gurgienowicz Martirosow. Prototyp oblatano w grudniu 1993 roku. Pierwsze osiem egzemplarzy seryjnych trafiło do testów w SZ FR w 2004 roku. Samolot ma być następcą Su-24. Prognozowano zapotrzebowanie na około 220 egzemplarzy. Obecnie trwa produkcja i przyjmowanie na stan Sił Powietrznych FR.
Prototyp oznaczony T10-W1 oblatano 13 kwietnia 1990 roku, a drugi 18 grudnia 1993 roku. Ze względu na postępujący proces rozpadu ZSRR i związane z nim znaczące ograniczenia finansowania program postępował wolno, dopiero w czerwcu 2003 roku zakończono pierwszy etap połączonych prób państwowych, a wobec ogłoszonej wówczas zmiany wymogów technicznych nastąpiło kolejne opóźnienie: powtórzony cykl prób zakończono we wrześniu 2006 roku. Głównodowodzący rosyjskich wojsk lotniczych podpisał dokument rekomendujący Su-34 do wprowadzenia na uzbrojenie dopiero 19 września 2011 roku.
9 stycznia 2008 roku kierownictwo OKB Suchoj poinformowało o rozpoczęciu produkcji 32 bombowców; realizacja kontraktu dobiegła końca w grudniu 2013 roku. Pierwszą liniową (a nie doświadczalną) jednostką wojskową, w której te bombowce pełnią służbę (od grudnia 2011 roku), jest 7000 Gwardyjska Borisowsko-Pomorska Baza Lotnicza Woroneż-Bałtimor.

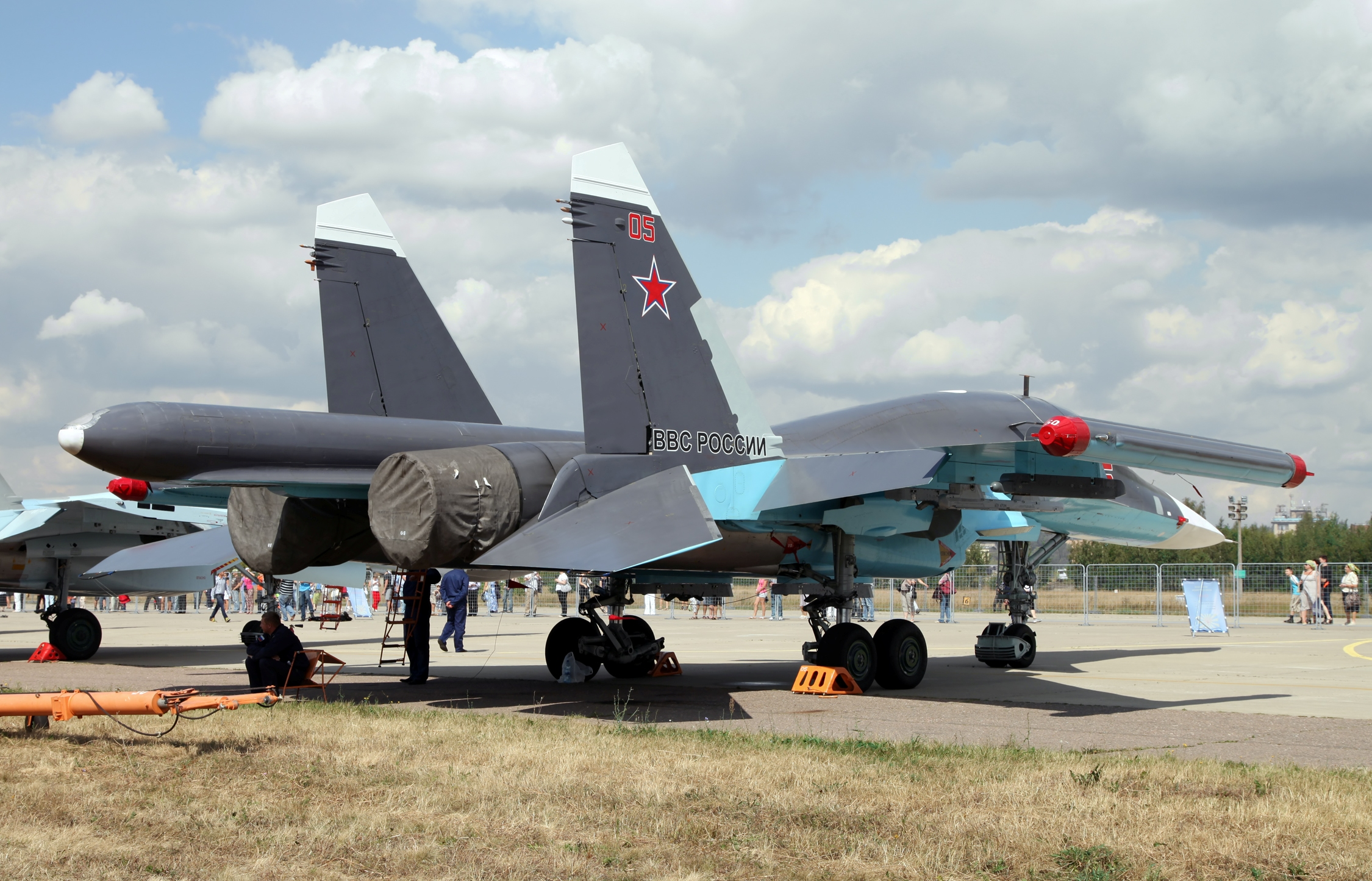
Su-34 malowany jak seria produkcyjna z 2012 r.

1 marca 2012 r. Minister Obrony Federacji Rosyjskiej Anatolij Sierdiukow zamówił następne 92 statki powietrzne, które dostarczono do lipca 2020 r. W 2020 roku, po zrealizowaniu kontraktów z lat 2008 i 2012, WWS RF miały dysponować 124 samolotami. Seria samolotów z 2012 r. jest malowana dwubarwnie, na kolor jagodowy góra płatowca i błękitny jego dół, takie malowanie będzie również w następnych dostawach.
18 lipca 2014 roku 559 Pułk Lotnictwa Bombowego w Mrozowsku przyjął na uzbrojenie trzy samoloty, pomalowane na błękitno z białym nosem. NAPO im. Czkałowa miało opóźnienie w dostawach samolotów i MO FR złożyło wniosek do sądu arbitrażowego w Nowosybirsku o 80 mln RUB kary dla producenta. Na 2017 rok zaplanowano dostawę szesnastu Su-34.
W styczniu 2016 roku Algieria zdecydowała się na zakup 12 Su-34 i zostanie tym samym pierwszym zagranicznym użytkownikiem tego samolotu.
W czerwcu 2020 roku podpisano z NAZ im. W.P. Czkałowa (dawniej NAPO) umowę na budowę ok. 20 samolotów.
W 2021 roku rozpoczęto dostawy zmodyfikowanej wersji samolotu oznaczonego Su-34M bądź Su-34NWO, kolejne dostawy były prowadzone w 2022 roku. Nowa wersja wykorzystuje technikę rozpoznawczą, która jest przewidziana dla samolotu jako nosiciela rozmaitych urządzeń rozpoznania i walki elektronicznej. W modyfikacji uwzględniono wnioski z użycia bojowego w Syrii. Ogólna nazwa systemu brzmi: (Bazowy Kompleks Rozpoznania) BKR-3. Technikę mają stanowić: uniwersalne kontenery (zasobniki) rozpoznawcze UKR-RŁ (prowadzący rozpoznanie SAR, zawierający Pika-M), UKR-RT (zawierający M410 inaczej zwany Antrakt-RT, prowadzący rozpoznanie elektromagnetyczne), UKR-OE (zawierający kamerę podczerwieni Raduga-WM, kamerę TV Antrakt-TW, prowadzący rozpoznanie obrazowe). Dodatkowo ma być wyposażony w Sz-141M i rozwinięte odmiany systemu Chibiny do osłony przeciwradiolokacyjnej i walki elektronicznej.
W 2021 roku Algieria odebrała pierwszą partię eksportowej wersji samolotu Su-34E bądź Su-32.

## Użycie bojowe
Według źródeł rosyjskich dwóch samolotów pierwszej serii produkcyjnej użyto z sukcesami podczas wojny w Osetii w 2008 roku, prowadziły tam walkę elektroniczną z gruzińską obroną przeciwlotniczą. Od 2014 roku Su-34 uczestniczą również w lotach sprawdzających i prowokujących obronę powietrzną członków NATO, a od 2015 roku – w działaniach rosyjskich wojsk lotniczych w syryjskiej wojnie domowej.

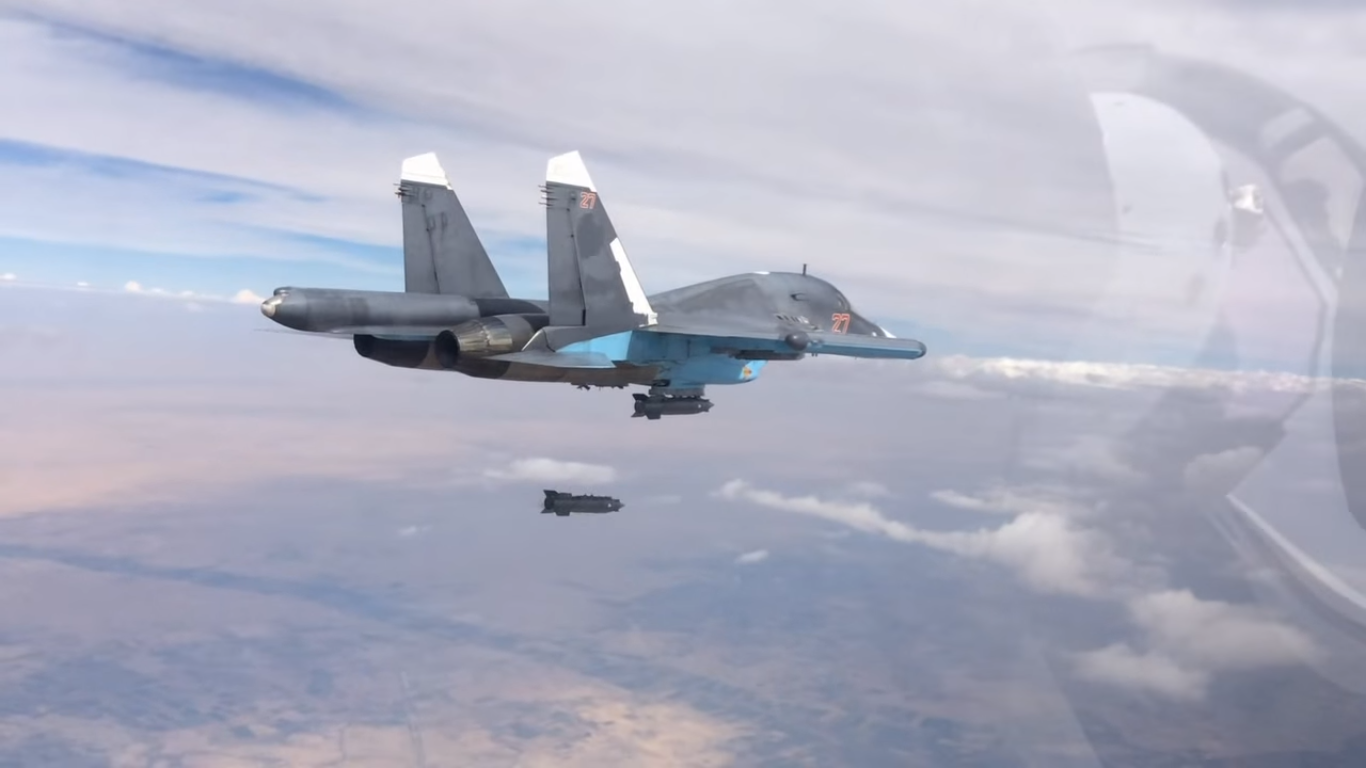
Su-34 zrzuca bombę KAB-500S podczas walk w Syrii

Su-34 wykonały wiele lotów na rozpoznanie (obrazowe, elektromagnetyczne) i bombardowanie celów lądowych, w tym prowadząc bezpośrednie wsparcie lotnicze podczas użycia Sił Zbrojnych Federacji Rosyjskiej w Syryjskiej Republice Arabskiej w toku syryjskiej wojny domowej. Bombowce zwalczały przeciwnika, nielegalne organizacje zbrojne, m.in. Dżabhat an-Nusra i Da’isz. W styczniu 2017 roku Su-34 i Su-24 wykonały pierwszy lot bojowy wspólnie z samolotami wojsk lotniczych Turcji.

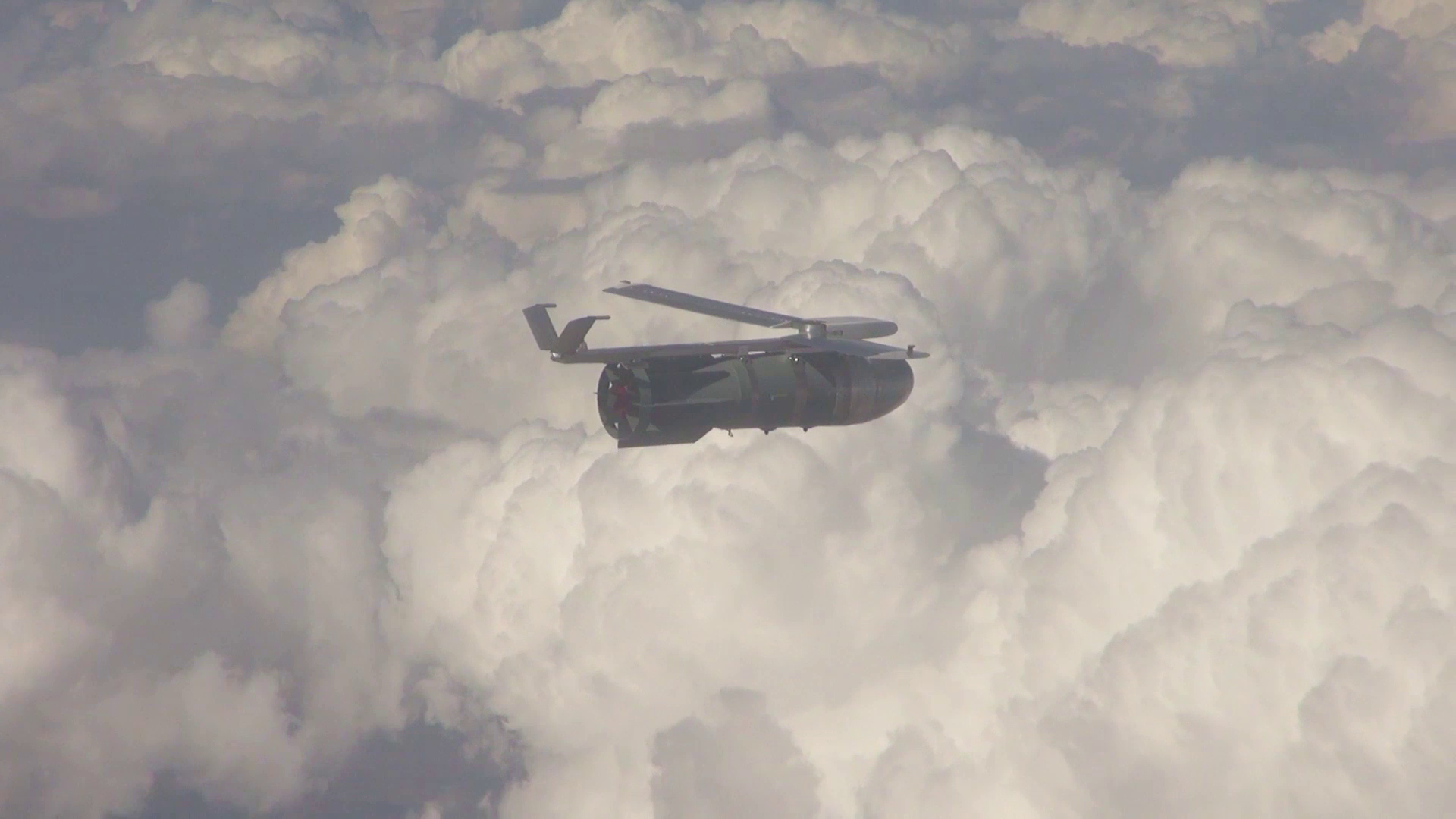
FAB-3000 z UMPK rzucona z bombowca, w ataku na ukraiński cel

Samolot bierze udział w wojnie rosyjsko-ukraińskiej, prowadząc cały zakres zadań dla niego przeznaczonych poza jądrowym. Su-34 zostały użyte od pierwszego dnia inwazji na Ukrainę 24 lutego 2022 roku w głębokich rajdach na zaplecze Ukrainy by zniszczyć ważne cele wojskowe bombami kierowanymi i pociskami kierowanymi. Intensywność ataków była jednak oceniona później jako niewystarczająca do obezwładnienia ukraińskiej obrony przeciwlotniczej i lotnictwa, które zostało wcześniej w części rozśrodkowane. Po kilku dniach Su-34 zaczęły być wykorzystywane do ataków szturmowych, wspierając wojska lądowe, głównie przy użyciu tańszych bomb klasycznych i niekierowanych pocisków rakietowych stosowanych z mniejszych wysokości. Zaczęły też ponosić straty, a pierwszy samolot o numerze czerwonym 05 z 2 Mieszanego Pułku Lotniczego (2 SAP) został zestrzelony przenośnym zestawem rakietowym 28 lutego 2022 roku w rejonie lotniska Buzowo w obwodzie kijowskim. 1 marca zestrzelono drugi (czerwony 31 z 277 Bombowego Pułku Lotniczego), a 5 marca dwa Su-34. Do połowy 2023 roku Rosja utraciła w związku z inwazją na Ukrainę prawie 30 samolotów tego typu nad Ukrainą. Ich członkowie załóg w większości zginęli lub trafili do niewoli.

## Konstrukcja

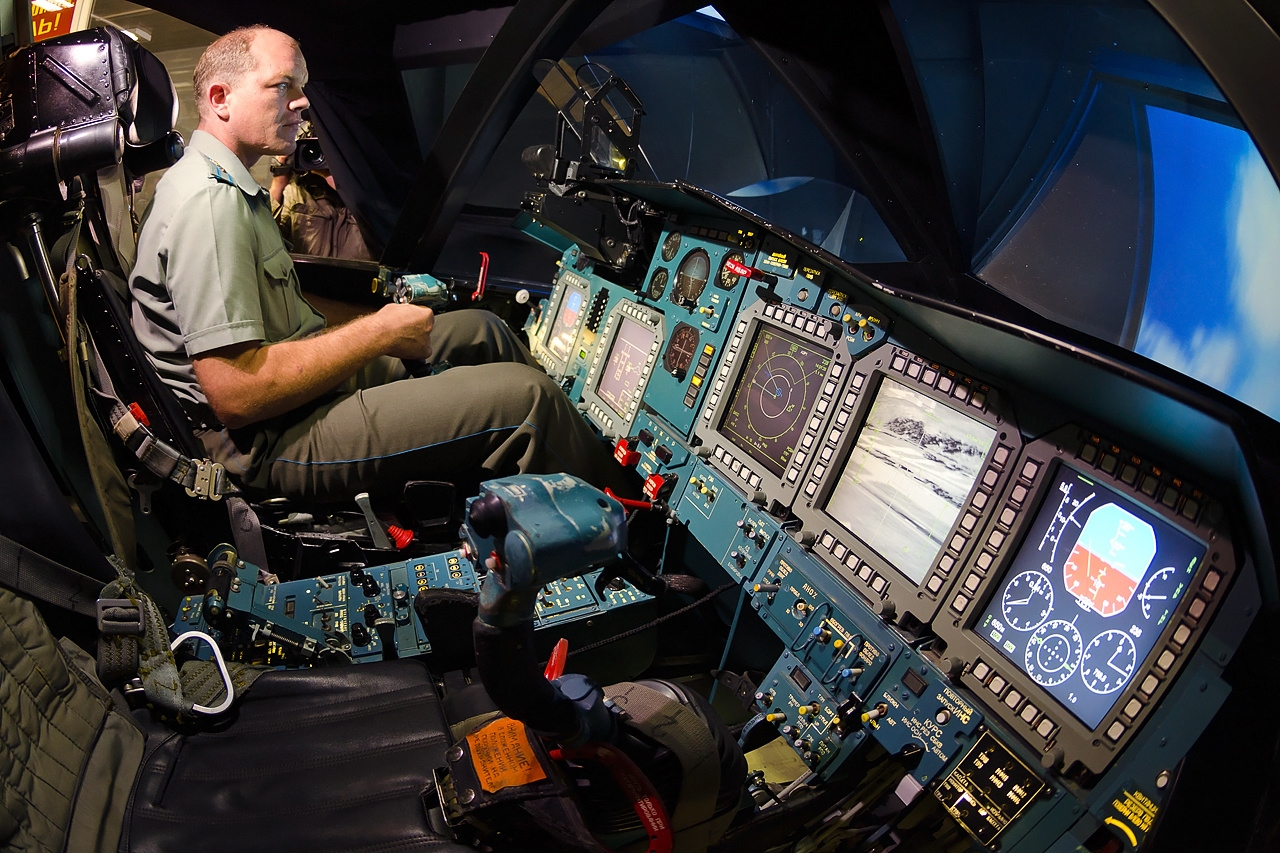
Symulator Su-34

Zmiany w stosunku do Su-27 wynikają z przeznaczenia samolotu. Całą kabinę umieszczono wewnątrz tytanowej skrzyni o grubości ścian 17 milimetrów, gdyż wykonując swe typowe zadanie bojowe samolot leci na małej wysokości w warunkach silnego ognia przeciwlotniczego. Samoloty mają wzmocnione podwozie ze zdwojonymi kołami głównymi (jedno za drugim), wyższy i pełniejszy garb za kabiną, większe żądło wystające z tyłu pomiędzy silnikami, które mieści stację radiolokacyjną obserwacji tylnej półsfery. Kabina z fotelami wyrzucanymi klasy „zero-zero” K-36DM ustawionymi obok siebie, jest pierwszą tak komfortową w rosyjskich samolotach tej klasy, wysoka i przestronna, pilot może wstać z fotela i całkowicie się wyprostować. Z tyłu znajduje się niewielki przedział mieszczący kuchenkę, pojemnik na odchody oraz apteczkę. Piloci wsiadają do kabiny od dołu, wchodząc po drabince umieszczonej za przednim podwoziem. Wewnątrz kabiny, do wysokości lotu na poziomie 10 kilometrów, utrzymane są warunki jak dla wysokości 2400 metrów n.p.m., co pozwala załodze w trakcie działań pełnić służbę bez masek tlenowych. Nieco zmieniono usterzenie pionowe samolotu, dokonano zmian aerodynamicznych. Stateczność Su-34 zwiększają canardy, czyli małe skrzydełka na przodzie samolotu takie same, jakie ma Su-30MK. Su-34 wyposażono w dwa silniki Saljut AŁ-31F M1. Wloty do silników mają zmienną geometrię, a także zabezpieczenie przed zasysaniem przedmiotów.

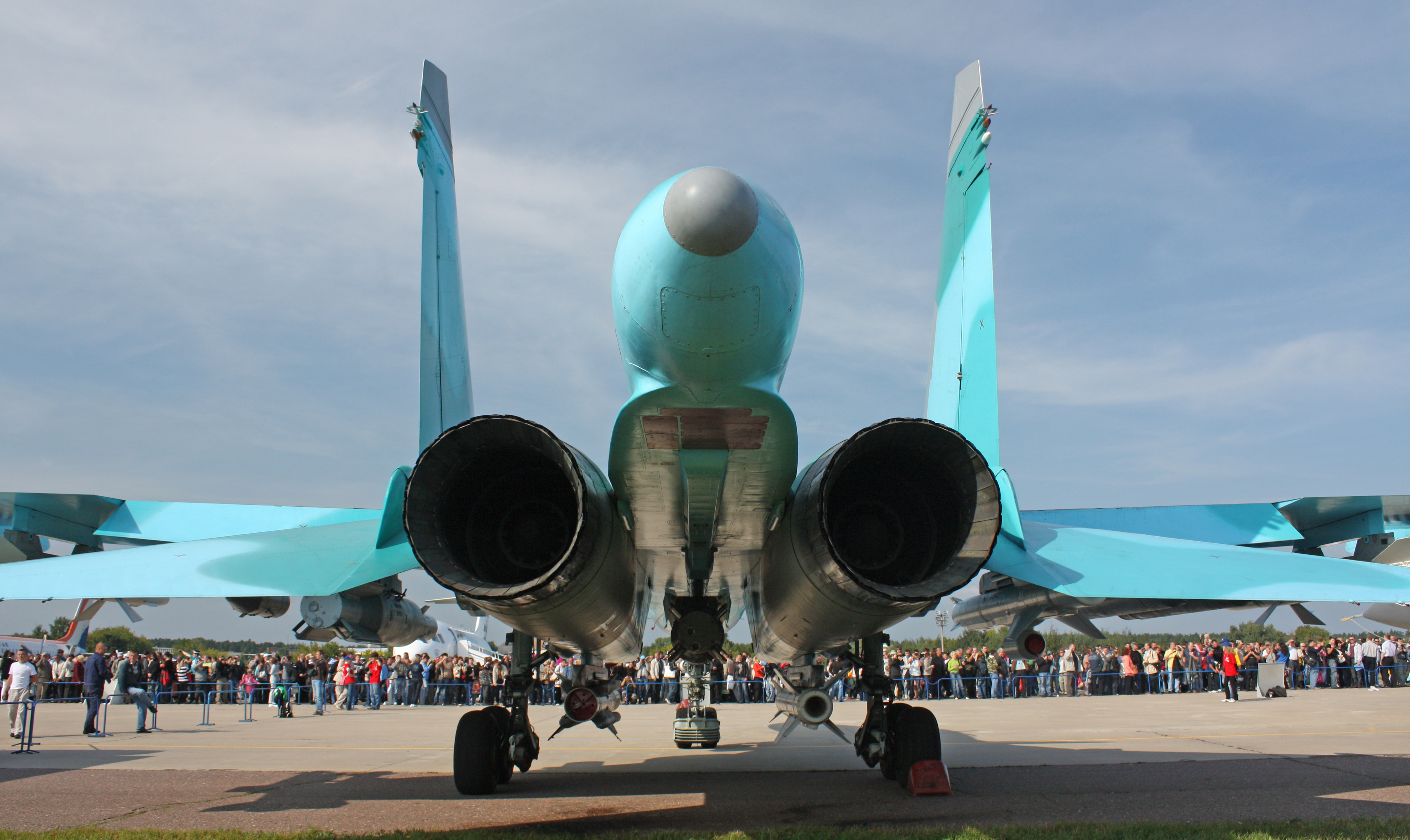
Wygląd tyłu Su-34

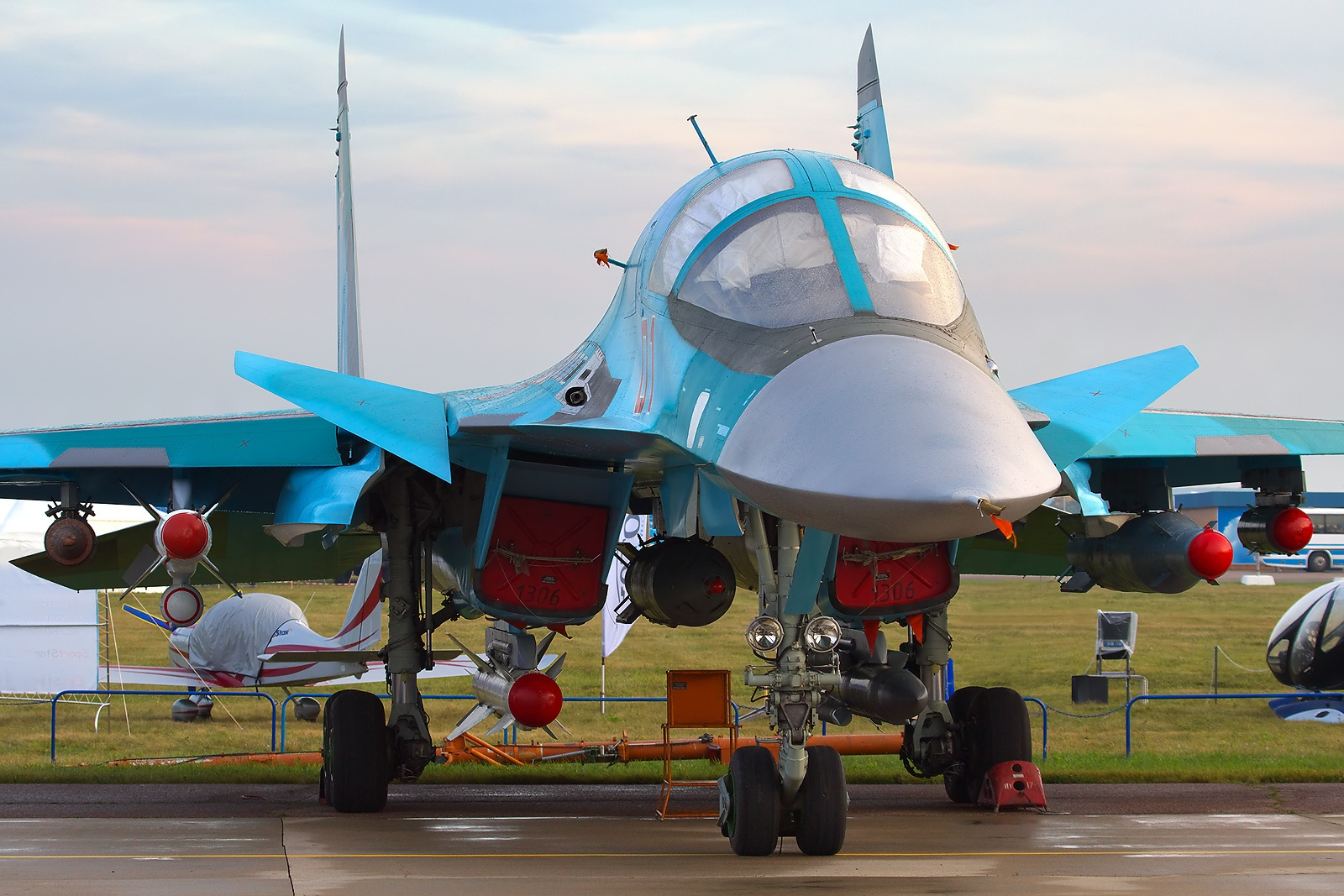
Przód samolotu Su-34

Jądrem systemu kierowania uzbrojenia jest stacja radiolokacyjna W004 związana z systemem Sz-141. To wielofunkcyjny radar ze skanowaniem elektronicznym opracowany w biurze konstrukcyjnym Leniniec w Leningradzie (dziś St. Petersburg). Potrafi wykrywać i śledzić cele zarówno w przestrzeni powietrznej, jak też na powierzchni ziemi lub wody. W zadaniach nawigacyjnych przedstawia pilotowi mapę terenu, a także umożliwia automatyczne omijanie i oblatywanie przeszkód terenowych w locie na małej wysokości. Zasięg wykrycia celu powietrznego wynosi 200-250 km, może wykrywać cele powietrzne wielkości myśliwca w odległości około 90 kilometrów. Pozwala też na automatyczny lot z odwzorowaniem rzeźby terenu. Su-34 wyposażono w system nawigacji bezwładnościowej i antenę komunikacji satelitarnej. Systemy obronne samolotu obejmują: czujniki opromieniowania wiązką radaru oraz defensywne, elektroniczne systemy zakłócające typu Ł-175W Chibiny montowane w stałych zasobnikach znajdujących się na końcówkach skrzydeł. Do naprowadzania na cel bomb oraz rakiet sterowanych podczerwienią lub laserem służy podwieszany zasobnik typu Sapsan. Pierwotnie planowano zamontować z tyłu samolotu, w tzw. żądle radar ostrzegania w tylnej półsferze przed atakiem rakiet powietrze-powietrze Fazotron/Rasswiet N012 (W005), jednak wersja produkcyjna ma tam zamontowaną pomocniczą jednostkę mocy. Su-34 ma szklany kokpit z trzema kolorowymi, wielofunkcyjnymi wyświetlaczami. Obaj piloci mają przed sobą celowniki przezierne z ang. HUD. Su-34 wyposażony jest w działko kalibru 30 mm typu GSz-301 z zapasem 180 nabojów. Na 12 podskrzydłowych i podkadłubowych węzłach uzbrojenia samolot może przenosić osiem ton uzbrojenia. Samolot może przenosić każdy typ obecnie używanych i projektowanych taktycznych rakiet powietrze-ziemia i powietrze-woda. Su-34, chociaż zoptymalizowany do wykonywania zadań uderzeniowych, ma w zamierzeniach nie ustępować innym myśliwcom w działaniach powietrze-powietrze. Do walki powietrznej wykorzystuje rakiety typu R-27, R-73 i R-77.

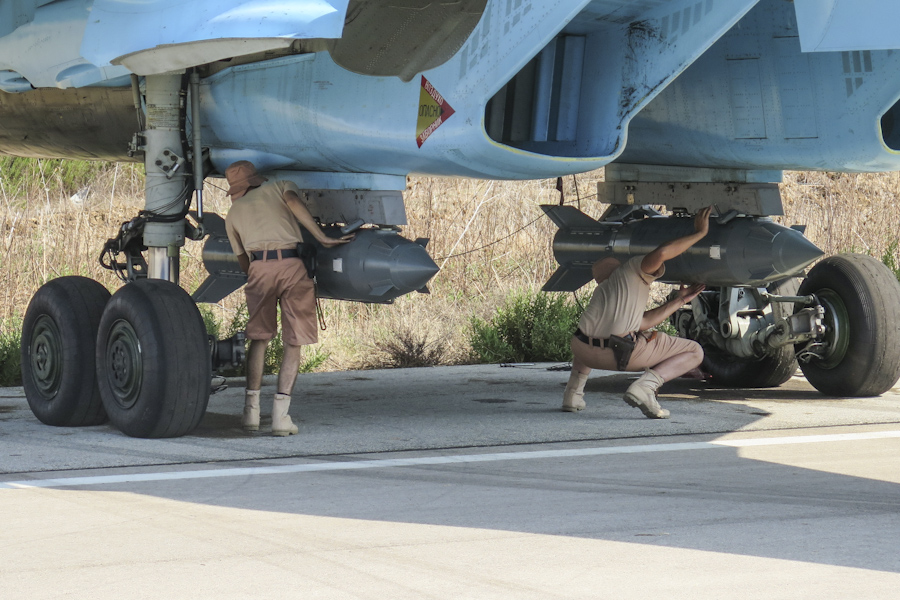
Samolot Su-34 z podwieszonymi bombami KAB-500S podczas działań w Syrii

Projekt samolotu w 2010 r. został zmodernizowany, modele od 2011 r. są wyposażone w ulepszenia mające w zamyśle polepszyć zdolności bojowe bombowca. Wprowadzono pomocniczą jednostkę mocy TA14-130-35 (zainstalowaną w żądle) umożliwiającą rozruch samolotu na lotnisku bez urządzeń naziemnych - zwiększającą możliwości operowania ze słabo wyposażonych lotnisk, lądowisk, stację ostrzegania przed opromieniowaniem falami radarów Ł-150 Pastel, możliwość stosowania najnowszych rosyjskich pocisków i bomb.

## Problemy techniczne
Szesnaście pierwszych seryjnych samolotów jest różnie wykonanych, były z nimi problemy natury technicznej i uznawano je za niegotowe do służby bojowej. Taką opinię w 2012 roku dla Ministra Obrony FR wystawiła komisja Dowództwa Wojsk Lotniczych FR i Departamentu Uzbrojenia MO FR. Wg producenta żołnierze mieli problemy z ich użytkowaniem i obsługą, bo samolot był nowoczesnym i nowo wprowadzonym produktem. Minister Obrony FR Siergiej Szojgu otrzymał raport o głównych wadach produktu NAPO związanych z pierwszymi 6 latami użytkowania.

## Uzbrojenie

### Bomby lotnicze
- OFAB-100-120
- KAB-250L
- AGITAB-500-300
- KAB-500 m.in. KAB-500L, KAB-500KR
- KAB-1500Ł-Pr
- KAB-1500TK
- FAB-500 / 1500
- FAB-3000 M-46
- FAB-3000 M-54

i inne tego wagomiaru
Taktyczne bomby termojądrowe (odpowiedniki B61) m.in.
(nazwy kodowe)
- TN-450
- TN-1000
- TN-2000

### Pociski

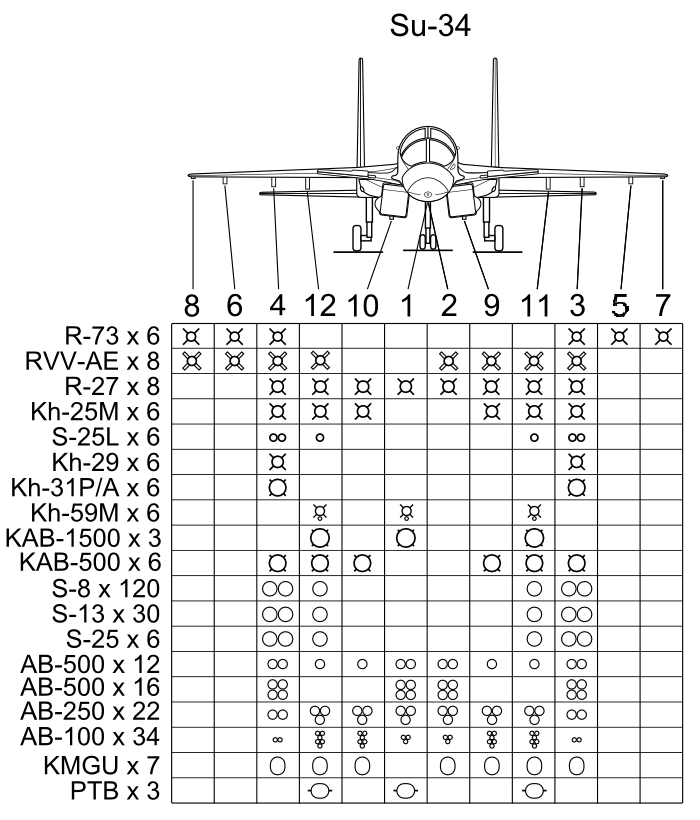
Możliwa konfiguracja uzbrojenia Su-34

Samolot może być wyposażony w następujące modele pocisków rakietowych i pocisków manewrujących:
- Ch-25
- Ch-29
- Ch-31P
- Ch-35
- Ch-38
- Ch-58
- Ch-59M
- Moskit
- S-8
- S-13
- S-25
- R-27
- R-73
- R-77

i nowo projektowane kierowane pociski rakietowe, a także zewnętrzne zbiorniki paliwa, zasobniki różnego typu w tym rozpoznawcze i walki elektronicznej.

## Wypadki
5 samolotów utracono w służbie bojowej, m.in. dwa jednocześnie.